# 三瓣果
三瓣果（学名：Tricarpelema chinense）是鸭跖草科三瓣果属的植物，是中国的特有植物。分布在中国大陆的四川省等地，生长于海拔1,500米的地区，多生在山谷林下，目前尚未由人工引种栽培。